# Pakt Ribbentrop-Molotov
Pakt Ribbentrop-Molotov (njem.: Hitler-Stalin-Pakt) ili kako se službeno zvao Pakt o nenapadanju i prijateljstvu između Njemačke i Saveza Sovjetskih Socijalističkih Republika je bio značajan sporazum o vojnoj i gospodarskoj suradnji između Njemačkog Reicha i Sovjetskog Saveza. Potpisali su ga 23. kolovoza 1939. god. u Moskvi sovjetski ministar vanjskih poslova Vjačeslav Mihajlovič Molotov i njemački ministar vanjskih poslova Joachim von Ribbentrop. 
Pakt je bio na snazi do početka Operacije Barbarossa 22. lipnja 1941. god. kada je Njemačka napala SSSR. 
Trgovinska razmjena između dviju moćnih država – gdje je Njemačka dobivala naftu i sirovine do kojih je imala otežan pristup zbog britanske vojne blokade, a Sovjetski Savez je dolazio do moderne tehnologije – bila je vrlo značajna u prve dvije godine II. svjetskog rata u kojem su SSSR i Njemačka zajednički napali više država i podijelili između sebe njihove teritorije.
Dan sklapanja Pakta Ribbentrop-Molotov se sukladno odluci Europskog parlamenta iz 2009. godine obilježava kao Europski dan sjećanja na žrtve svih totalitarnih i autoritarnih režima.
Iako je službeno bio označen kao "pakt o nenapadanju", ovaj sporazum je obuhvaćao i tajni protokol kojim je izvršena podjela interesnih sfera u nezavisnim zemljama Finskoj, Estoniji, Latviji, Litvi, Poljskoj i Rumunjskoj. Tajni protokol je eksplicitno predviđao "političke i teritorijalne promjene" u dijelovima navedenih zemalja što je ovaj sporazum pretvorilo u agresivni vojni savez usprkos njegovom službenom nazivu. Kao posljedica ovog sporazuma sve su navedene zemlje napali i okupirali, bilo Njemačka, bilo SSSR; Rumunjsku i Poljsku kao najveće od tih država napali su Nijemci i Sovjeti zajednički. Od svih tih zemalja koje su bile žrtve sovjetsko-njemačkog savezništva, jedino je Finska, koja je dva puta vodila rat sa Sovjetskim Savezom tijekom Drugog svjetskog rata, uspjela sačuvati svoju nezavisnost; međutim je i ona bila prisiljena ustupiti određene teritorije.
Sovjetska propaganda i njeni predstavnici ulagali su velike napore da umanje značaj sporazuma činjenicom da se Sovjetski Savez kasnije na različite načine suprotstavljao nacističkoj Njemačkoj.
Vrh današnje ruske države, kao što je ranije (u vrijeme kada službena Moskva uopće nije priznavala postojanje tajnih protokola Pakta) činio i vrh Sovjetskog Saveza, iznosi ocjenu da je SSSR morao sklopiti taj sporazum, s obzirom na to da zapadne zemlje nisu pokazivale nikakvu spremnost da surađuju na sprječavanju ekspanzije Njemačke prema istoku te da bilo kako vojno surađuju s komunističkim SSSR-om, kako se pokazalo i u Španjolskom građanskom ratu (1936. – 1939.), gdje su zapadne zemlje doduše bile sklone Španjolskoj Republici, ali posve nespremne surađivati na sovjetskim naporima da "obrane" Drugu Španjolsku Republiku od desničara poduprtih Italijom i Njemačkom, na način da ju se pretvori u komunističku državu. Prema mišljenju tadašnje i današnje službene Moskve, Sovjetski Savez si je sklapanjem Pakta osigurao još stanovito razdoblje mira i mogućnost da se bolje pripremi za vojni sraz s Trećim Reichom.

## Posljedice
Tjedan dana nakon potpisivanja sporazuma, 1. rujna 1939. godine Njemačka je napala Poljsku. U skladu s odredbama tajnog protokola sovjetske snage su 17. rujna ušle u istočnu Poljsku i okupirale teritorij koji je prema sporazumu predstavljao sovjetsku interesnu sferu. Poljske trupe su pružile odlučan otpor Rusima (računa se da je na sovjetskoj i poljskoj strani bilo po oko 3000 mrtvih vojnika), ali je poljsko vodstvo – koje je s vojskom od gotovo milijun vojnika zacijelo moglo još dugo voditi rat protiv Njemačke (inače je u poljsko-njemačkom ratu bilo 63.000 poginulih poljskih vojnika, ali također i preko 16.000 njemačkih) – ocijenilo da nakon ulaska Sovjetskog Saveza u rat daljnji otpor može donijeti samo još veću tragediju za Poljsku. Stoga je vojni otpor prekinut 6. listopada 1939. godine.
Istodobno je Sovjetski Savez bez vojnog otpora okupirao Estoniju i Latviju.
Latvija i Estonija su 21. lipnja 1940. godine proglašene republikama u sastavu Sovjetskog Saveza, a krajevi što ih je Sovjetski Savez oduzeo Poljskoj (preko 40 % predratnog ozemlja te države) priključeni su Bjelorusiji i Ukrajini. Protusovjetsko lokalno stanovništvo je likvidirano a u novim pograničnim područjima provedeno je etničko čišćenje. Velik broj ljudi je pogubljen, dok je na stotine tisuća protjerano u azijski dio Sovjetskog Saveza ili u gulage u kojima su mnogi izgubili život. 
Zapadne i sjeverne pokrajine Poljske su priključene Njemačkoj, a središnji dio oko Varšave, Lublina i Krakova je pretvoren u "Generalni guvernatorat", teritorij kojim su upravljali njemački vojni zapovjednici i činovnici – čak se u službenoj korespondenciji nisu koristili termini "Poljska", a za posve obespravljeno stanovništvo nije se dopuštalo koristiti ime "Poljaci".
U studenom je Sovjetski Savez započeo Zimski rat protiv Finske, koja joj je također trebala pripasti prema dogovoru s Nijemcima. Finsku, međutim, nije SSSR uspio vojno slomiti – te je nakon početka neprijateljstava između Njemačke i SSSR-a ratovala na Njemačkoj strani, a nakon kraja II. svjetskog rata je uz pomoć Velike Britanije i SAD-a uspjela ostati neovisnom o velikom istočnom susjedu; morala je ipak SSSR-u prepustiti dio teritorija.
Na dan kada Njemačke trupe ulaze u Pariz, 14. lipnja 1940., Sovjetski Savez daje ultimatum Litvi, te njegove trupe prema dogovoru s Nijemcima zauzimaju i tu baltičku državu.
Nakon što Njemačka vojno slama Francusku, Sovjetski Savez i Njemačka – opet u skladu s odredbama pakta iz 1939. godine – dijele državni teritorij Kraljevine Rumunjske: Sovjetski savez uzima vojnom invazijom 28. srpnja 1940. od te zemlje Moldaviju i Sjevernu Bukovinu (danas u Ukrajini) a Njemačka "sprječava" invaziju Mađarske na Rumunjsku na način da prisiljava Rumunjsku da ustupi Mađarskoj područje Sjeverne Transilvanije (približno veličine današnje Hrvatske, tada s oko 2,5 milijuna stanovnika), te u samoj Rumunjskoj instalira marionetski režim na čijem je čelu general Ion Antonescu. 
Početkom 1941. godine linija razdvajanja između nacističke Njemačke i Sovjetskog Saveza prolazila je kroz Litvu i Poljsku. Odnosi između dvije strane su se značajno zahladili kako se rat na zapadu komplicirao, a Sovjetski Savez ubrzavao jačanje svojih vojnih snaga. Hitler, koji je računao da će napadom na boljševičku Rusiju pridobiti simpatije okupiranih zapadnih zemalja, počeo je pripreme za napad na SSSR. 
Treći Reich prekršio je sporazum o nenapadanju napavši 22. lipnja 1941. Sovjetski Savez (Operacije Barbarossa). Teritorije koje je Sovjetski Savez dobio u skladu sa sporazumom Ribbentrop-Molotov izgubljeni su za samo nekoliko tjedna dok su baltičke države postale njemački protektorati. Odmah po početku njemačke agresije Sovjetski Savez je 25. lipnja počeo agresiju na Finsku što je dovelo do tzv. Produženog (nastavljenog) rata između Finske i Sovjetskog Saveza.

## Njemačko-sovjetski sporazum o prijateljstvu, kooperaciji i demarkaciji
Dana 28. rujna 1939. godine, ministri Ribbentrop i Molotov potpisuju u Moskvi Njemačko-sovjetski sporazum o prijateljstvu, kooperaciji i demarkaciji kojim potvrđuju rezultate vojnih osvajanja svojih zemalja.
Sovjetski Savez je pristao da Njemačkoj ostane vlast nad Varšavom i Lublinom, koje su njemačke snage bile osvojile makar je bilo predviđeno da ih osvoji SSSR. Njemačke trupe su prije samog dogovora u Moskvi ipak napustile poljski grad Brest i prepustile ga SSSR-u; na terenu je 22. rujna 1939. godine bila organizirana vrlo srdačna primopredaja vlasti nad gradom, koja je ovjenčana zajedničkom vojnom paradom.
Za koncesije u Poljskoj, Njemačka je pristala da Sovjetski Savez zavlada također i Litvom – koja je prema paktu od 23. kolovoza 1939. godine trebala pripasti Njemačkoj i u koju u tom času nisu ušle ni Njemačke, ni Sovjetske snage (zapravo se Litva bila pridružila napadu na Poljsku, osiguravši si tako kontrolu nad svojim današnjim glavnim gradom Vilniusom). Sovjetska će vojska kasnije bez otpora ući u Litvu 15. lipnja 1940. god., da bi 21. lipnja 1940. bila proglašena "Sovjetska Socijalistička Republika Litva" – bez nekih pograničnih dijelova koji su bili prepušteni Njemačkoj, kako je bilo dogovoreno u Moskvi sporazumom od 28. rujna 1939. godine.

## Poništavanje Sporazuma, 1989.
Postojanje tajnog protokola u njemačko-sovjetskim sporazumu o nenapadanju SSSR je poricao sve do 1989. godine, premda su SAD već 1947. godine objavile tekst pronađen u njemačkim arhivima.
Prvi demokratski izabrani Kongres narodnih poslanika SSSR-a (i posljednji, zbog raspada te države) je 24. prosinca 1989. godine izdao deklaraciju kojom se priznaje da tajni protokol postoji i ujedno ga se proglašava pravno ništetnim od početka (nisu, naravno, Rusija, Ukrajina i Bjelorusija nakon toga vratili teritorije koje su dobile slijedom dogovora s Hitlerovom Njemačkom iz 1939. godine). U očitom dogovoru s Moskvom, Vlada Savezne Republike Njemačke je izdala sličan akt nešto prije, 1. rujna 1989. godine. 
Granice prema Poljskoj koje su uspostavljene sovjetsko-njemačkim dogovorom iz 1939. godine bio je potvrdio Sovjetski Savez Ugovorom o granicama sklopljenim 16. kolovoza 1945. god. s Privremenom vladom narodnog jedinstva Poljske – koja je u velikoj mjeri bila ovisna o SSSR-u. Njome je Sovjetski Savez ipak vratio Poljskoj neka manja područja. Međutim je prema dogovoru kojega je u ime Sovjetskog Saveza Nikita Hruščov još 9. rujna 1944. godine u Lublinu potpisao s poljskim komunističkim vođom Edwardom Osóbka-Morawskim bilo obećano da će teritorijalne gubitke Poljska moći nadoknatiti pripajanjem dijelova Istočne Pruske, Šleske, Pomorja (Pomeranije) i drugih dijelova Njemačke istočno od linije Odra – Nisa; takvo rješenje – koje se smatralo kaznom nametnutom Njemačkoj zbog pokretanja najkrvavijeg rata u svjetskoj povijesti – rezultiralo je protjerivanjem oko 7 milijuna Nijemaca s teritorija oduzetih za korist Poljske; na ta je područja u velikoj mjeri doseljeno poljsko stanovništvo s dijela poljskog teritorija koji je završio u sastavu SSSR-a.

## Rusko službeno opravdavanje Pakta, 2019.
Prigodom javne prezentacije sovjetskog originala Pakta Ribbentrop-Molotov u kolovozu 2019. godine, Sergej Lavrov, ministar vanjskih poslova Ruske Federacije iznosi ocjenu “da je pod postojećim uvjetima, Sovjetski Savez bio prisiljen na sklapanje sporazume o nenapadanju s Njemačkom”.  “Postojeći uvjeti“ su se sastojali od nespremnosti zapadnih država da 1939. godine s totalitarnim Sovjetskim Savezom sklope vojni pakt protiv totalitarne Njemačke, nego naprotiv spremnosti da s Hitlerom paktiraju, pokazane u vrijeme Hitlerove aneksije Austrije u ožujku 1938. godine i kod sklapanja Münchenskog sporazuma u kolovozu 1938. godine, te potom mirnog promatranja kako Treći Reich komada Čehoslovačku u studenom 1938. godine. “Prisila“ pod kojom je djelovao Sovjetski Savez je – prema riječima Sergeja Lavrova, ali i prema javno izraženom stavu predsjednika Rusije Vladimira Putina i općenitom stavu vrha suvremene ruske države – obuhvaćala i sudjelovanje u agresiji i podjeli Poljske, agresiju i aneksiju Litve, Latvije, Estonije, te oružanu agresiju na Finsku i Rumunjsku i aneksiju dijelova tih zemalja prvih godina Drugog svjetskog rata; tj ostvarivanje teritorijalnih dobitaka kojih se Sovjetski Savez poslije nije odrekao.
U prosincu 2019. godine, izrekao je predsjednik Rusije Vladimir Putin da se stavovi o Paktu Ribbentrop-Molotov izraženi u Rezoluciji Europskog parlamenta od 19. rujna 2019. godine o važnosti europskog sjećanja za budućnost Europe ”ne temelje na ničem stvarnom”, štoviše javno je nazvao stavove Europskog parlamenta ”besramnom laži”. Kako Putin u službenom svojstvu Predsjednika Ruske Federacije pri tome pripisuje Poljskoj da je skrivila njemačko-sovjetski napad na sebe, uslijedile su reakcije tadašnjeg predsjednika poljske vlade Tadeusza Morawieckog. U narednim godinama je spor oko povijesne istine nastavljen; 2021. godine tako rusko Ministarstvo vanjskih poslova tvrdilo da je Sovjetski Savez 1939. godine "oslobađao" područja na tadašnjem istoku Poljske, ciljajući na činjenicu da su ta područja poslije uključena u sastav Bjelorusije i Ukrajine, kojima pripadaju i danas.

## Vanjske poveznice
- Tekst Pakta Ribbentrop-Molotov s Tajnim protokolom (prijevod na engleski)  Arhivirana inačica izvorne stranice od 14. studenoga 2014. (Wayback Machine)
- Rezolucija Europskog parlamenta od 19. rujna 2019. o važnosti europskog sjećanja za budućnost Europe  (u preambuli se osvrće na Pakt Ribbentrop-Molotov)